# Берендеї

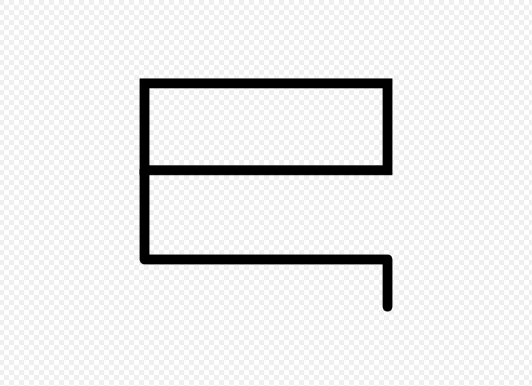
Тамга племені баяндур

Беренде́ї (д.-рус. Береньдѣи), або Бірентичі (д.-рус. Берендици), Біренте́ї (д.-рус. Береньдѣи), Берендичі (д.-рус. Берендици) — кочові племена торків, які зазнали тюрського впливу. Наприкінці XI—XIII ст. населяли лісостеповий кордон Русі. Тридцятитисячна орда берендеїв згадується у XII ст. в Угорщині. Історики не дійшли згоди щодо походження берендеїв — їх уважають як частиною об'єднання торків, так і нащадками кипчацького (половецького) роду Баяндур, представники якого могли закріпитися в еліті берендичів.
Баяндур (також баюндур, баялдир, берендей) є одним з 24-х найдавніших племен тюрків-огузів, які, згідно з середньовічними джерелами, ведуть своє походження від стародавнього прабатька огузьких народів Огуз-хана.
У літописах берендеї виступають васалами руських князів. Із середини ХІІ ст. вони поступово входять до складу союзного військового об'єднання чорних клобуків.

## Назва
Окремі науковці пояснюють етнонім «берендеї» за допомогою гіпотетичного давньотюркського слова зі значенням «підкорятися», інші тлумачать його як «ті, що віддали себе», ще дехто виводить цю назву від тюркського терміна на позначення найкращої сталі, шаблі, кинджала з переносним значенням «мудрі», «славетні». Осібно стоїть гіпотеза, за якою берендеї були іранського походження, а в основі їхньої назви лежить скіфо-сарматське «фарн» — «щастя, удача». Правдивість цієї гіпотези буде означати, що берендеї є одними з нащадків давнього народу, який панував на цих землях століттями раніше.

## Історія

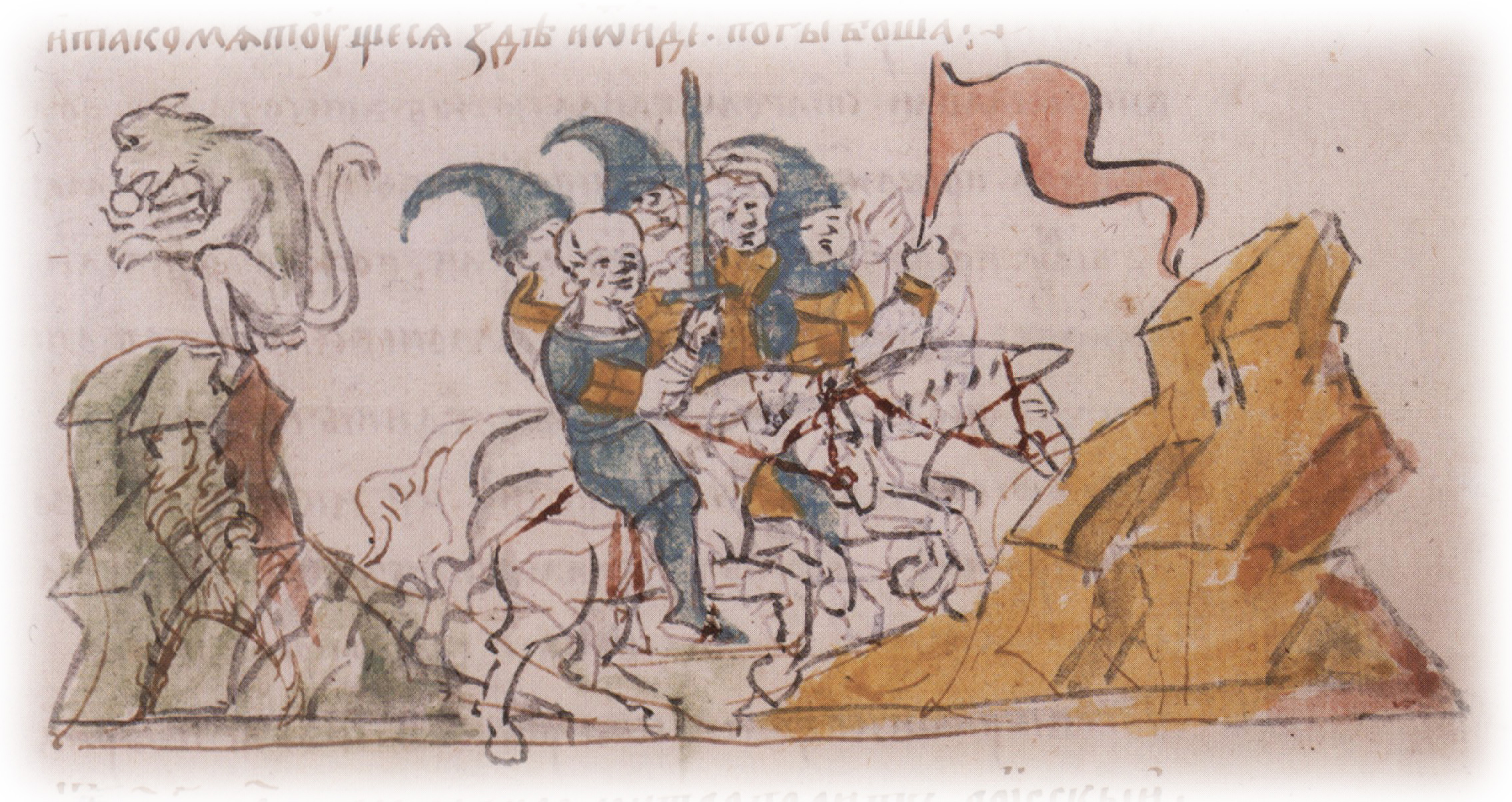
1121 рік — торки і берендеї втікають з Русі: «В то же лето бежаша торци берендичи из Руское земли, и тако мятущеся зде и отиде, погыбоша». Мініатюра Радзивілловського літопису (13-15 ст.).

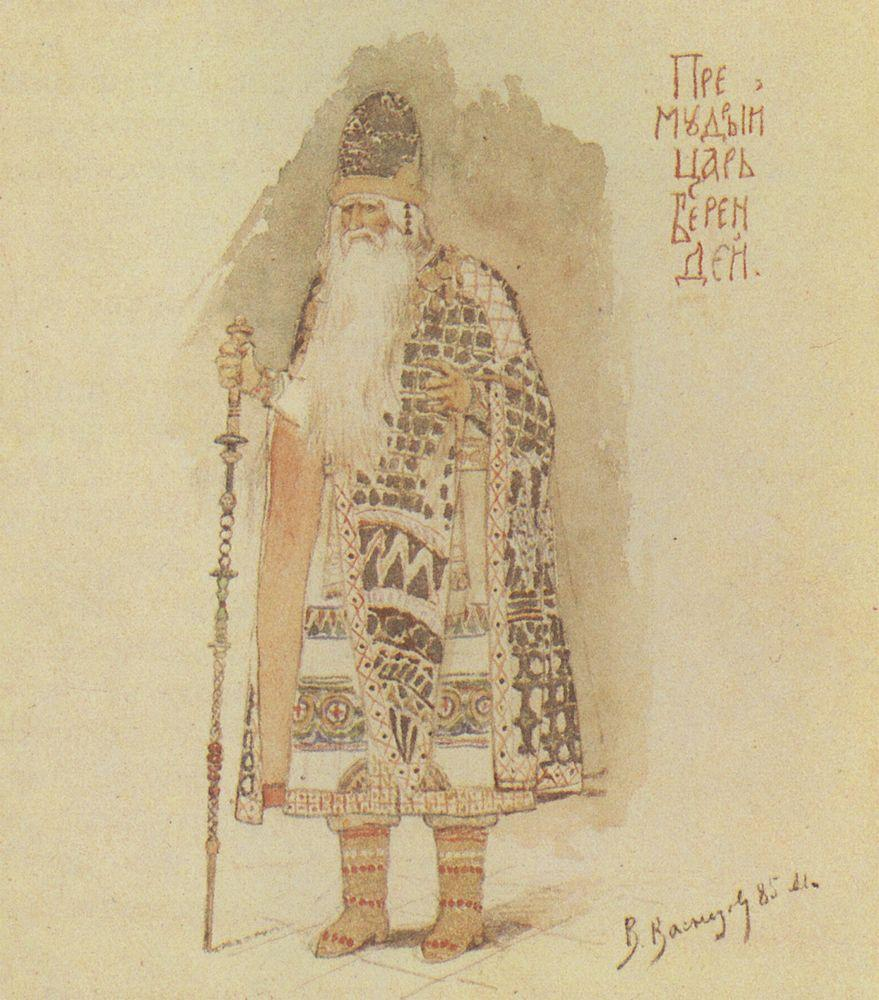
«Премудрий цар Берендей» — міфічний персонаж

З берендеями пов'язували групу беш-бьорон у киргизів і рід кьок-бьорон у казахів, плем'я беленджерів та хозарське місто Беленджер на Кавказі, народ байандур, що його перський історик ХІ століття Ґардізі відносить до кімацького племінного союзу. Автор першого тюркського словника Магмуд Кашґарі вважав їх огузьким підрозділом.
Згадуються в давньоруських літописах до кінця XII століття як частина чорних клобуків.
Уперше кочову орду берендеїв згадано в руських літописах 1097 року, коли вони разом із народами огузького походження, торками й печенігами пішли на заклик осліпленого теребовлянського князя Василька Ростиславича. Тоді ж Берендич згадується як власне ім'я торкського найманця-ката. Проте російський історик Василь Татищев, який спирався на недоступні нам нині манускрипти, стверджував, що вже 993-го торки й «берендичі» були союзниками великого князя київського Володимира Святославича у війні з печенігами.
1105 року берендеї, як і деякі інші народи Причорномор'я, зазнали поразки від новоприбулих половців і подалися на Русь. Їхні племена вели кочовий скотарський спосіб життя: влітку блукали зі своїми стадами й згаданими в літописах критими возами-вежами, а зимували поблизу якихось руських міст. У самих містах вони не мешкали, про змішування з русинами чи навернення до християнства літописці мовчать. Берендеї лише несли прикордонну службу й вирушали в походи з руськими князями, прийнявши їхнє покровительство. Подеколи діяли разом з іншими тюрками. Від решти найманців відрізнялися особливою жорстокістю щодо сусідів-степовиків.

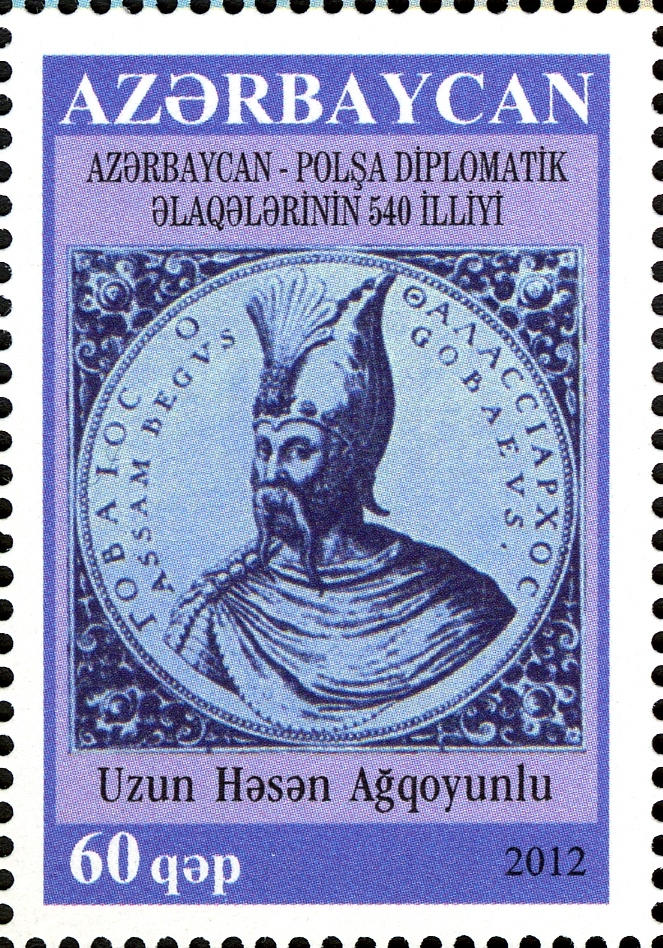
Азербайджанський володар з племені баяндур, Узун Хасан

Це був самостійний народ, на що вказує і його чисельність: у Київському князівстві відомі загони берендеїв із 1500, 2100 і навіть 30 тис. осіб. «Але, мабуть, з такими великими масами турецьких колоністів Мономах собі не міг дати ради — почалися, видно, непорозуміння, конфлікти, і в результаті якась частина сих осадників дуже скоро вернулася назад в степ», — писав академік Михайло Грушевський. В Іпатіївському літописі сказано, що 1121-го Володимир Мономах прогнав берендеїв із Русі, а торки й печеніги «пішли геть самі». Із грецьких джерел відомо, що ці племена перейшли Дунай і вдерлись у балканські землі Візантії, спустошуючи їх направо й наліво.
Наслідком візантійсько-тюркської війни стало розселення розбитих кочовиків за Карпатами та на Балканах. Особливо гостинно до них поставилися в Угорщині — мадяри й самі колись були кочовиками, тож радо приймали до себе мандрівних воїнів, а надто тих, хто був вороже налаштований щодо слов'ян. Там оселилися не лише розбиті хозари, печеніги, половці, а й берендеї. Ще в 1305 році у Толнському комітаті в Угорщині документами відзначена terra Berencz — «Земля берендеїв». Чимало населених пунктів і в наш час мають там назви Беренч, Беренд, Берент, Бьорьонд, Берень і похідними від них. За середньовіччя існував і угорський шляхетський рід Берендеїв, відомий він і в Румунії.
У XII столітті у берендеїв почали зароджуватися феодальні відносини. Києворуські князі використовували кінноту берендеїв для оборони Русі від половців, а також у князівських міжусобицях. У 1155 році берендеї, що перебували на службі в Юрія Долгорукого під час його київського князювання, захопили в полон багато половців. Уцілілі подались у степ по допомогу, підійшли до Києва й попросили князя, щоб той наказав найманцям повернути полонених. Долгорукий тільки руками розвів, бо ж берендеї відмовилися: «Ми вмираємо за Руську землю з твоїм сином і голови свої складаємо за твою честь, а бранці — наша власність». Таким чином вони відстояли своє право на військову здобич і помсту.

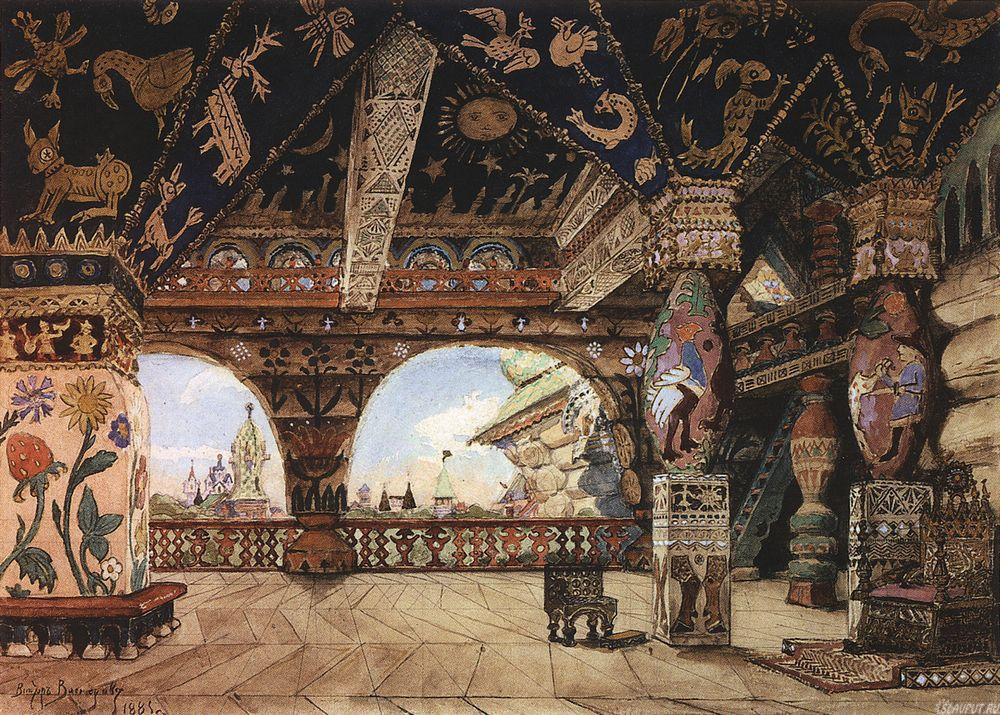
Палати царя Берендея

Водночас особливою вірністю степовики не вирізнялися, вони мали власну систему цінностей, де все вимірювалося вигодою. Під 1156 роком літопис зберіг для нас імена віроломних берендейських воєвод Тудора Сатмазовича, Каракоза (чи Варакоза) Мнюзовича і Караса Кокея. Маючи міста для зимівлі над річкою Россю, вони прохали в київського князя Мстислава Ізяславича дати їм іще по кілька інших як плату за зраду з боку їхнього попереднього володаря Ізяслава Давидовича. Кочовики допомагали руським князям тільки тоді, коли це було їм на користь.
1169 р. син Юрія Долгорукого від половчанки Андрій Боголюбський, який мав ще й тюркське ім'я Китай, захопив і сплюндрував Київ, отримавши владу над Руссю. Цей владолюбний і хижий володимиро-суздальський князь мав великий авторитет у степовиків, навіть у диких половецьких орд, адже був онуком хана Аєпи. Очевидно, він знав і любив тюркські звичаї, жив за моральними нормами кочовиків. Берендеї, зрадивши разом з торками Мстислава та його союзників, перейшли на бік Андрія і спалили Києво-Печерську лавру. Відтоді вони надзвичайно віддано служили йому та його братові Михайлу у війнах проти деяких половецьких кланів. Північна Суздальщина, де панувало право сильного, стала дуже привабливою цих войовничих кочовиків.
Остання згадка про проживання цього степового народу на території Київщини датується невдалим походом 1173-го року Юрійовичів на Київ та Вишгород супроти Ростиславичів. Уважається, що потім вони передислокувалися до Переславля-Залєського. З посиленням Володимиро-Суздальського князівства берендеї дедалі більше полишали Придніпров'я і йшли на службу до нових князів — нащадків Андрія, у жилах яких текла тюркська кров і які легко знаходили спільну мову з кочовиками.
Після монгольської навали на Русь у середині XIII століття одна частина берендеїв переселилася до Болгарії та Угорщини, друга — асимілювалися з основним кочовим населенням Золотої Орди, решта — слов'янізувалася і влилася до складу українського народу. З XIII століття берендеї не згадуються руськими літописцями.